# آلما (نیومکزیکو)
آلما، نیو مکزیکو (به انگلیسی: Alma, New Mexico) یک منطقهٔ مسکونی در ایالات متحده آمریکا است که در نیومکزیکو قرار دارد.

## خصوصیات
آلما ۰ نفر جمعیت دارد.